# فرانك إس. بيسون جونيور
فرانك إس. بيسون جونيور (بالإنجليزية: Frank S. Besson, Jr.) هو عسكري أمريكي، ولد في 30 مايو 1910 في ديترويت في الولايات المتحدة، وتوفي في 15 يوليو 1985 في Walter Reed Army Medical Center ‏ في الولايات المتحدة.